# Stieltjesove konstante
Stieltjesove konstante (ali posplošene Eulerjeve konstante) so v matematiki števila {\displaystyle \gamma _{n}\,}, ki se pojavljajo v Laurentovi vrsti za Riemannovo funkcijo ζ:
{\displaystyle \zeta (s)={\frac {1}{s-1}}+\sum _{n=0}^{\infty }{\frac {(-1)^{n}}{n!}}\gamma _{n}\;(s-1)^{n}\!\,.}
Ničta Stieltjesova konstanta {\displaystyle \gamma _{0}\equiv \gamma ={0},577215664901\ldots \,} je znana kot Euler-Mascheronijeva konstanta. Konstante se imenujejo po nizozemskem matematiku Thomasu Joannesu Stieltjesu in redkeje po švicarskem matematiku, fiziku in astronomu Leonhardu Eulerju.

## Izrazi
Stieltjes je pokazal, da so konstante dane z limito:
{\displaystyle \gamma _{n}=\lim _{m\rightarrow \infty }{\left\{\sum _{k=1}^{m}{\frac {\ln ^{n}k}{k}}-{\frac {\ln ^{n+1}\!m}{n+1}}\right\}}\!\,.}
Cauchyjeva formula za odvod vodi do integralskega izraza:
{\displaystyle \gamma _{n}={\frac {(-1)^{n}n!}{2\pi }}\int _{0}^{2\pi }e^{-nix}\zeta \left(e^{ix}+1\right)\mathrm {d} x\!\,.}
Več integralskih izrazov in neskončnih vrst so v svojem delu podali Jensen, Franel, Hermite, Hardy, Ramanudžan, Ainsworth, Howell, Coppo, Connon, Coffey, Choi, Blagouchine in drugi avtorji. Še posebej Jensen-Franelova integralska formula, večkrat napačno pripisana Ainsworthu in Howellu, pravi, da velja:
{\displaystyle \gamma _{n}\,=\,{\frac {1}{2}}\delta _{n,0}+\,{\frac {1}{i}}\!\int _{0}^{\infty }\!{\frac {\mathrm {d} x}{e^{2\pi x}-1}}\left\{{\frac {\ln ^{n}(1-ix)}{1-ix}}-{\frac {\ln ^{n}(1+ix)}{1+ix}}\right\}\,,\qquad (n=0,1,2,\ldots )\!\,,}
kjer je {\displaystyle \delta _{n,k}\,} Kroneckerjeva delta. Med drugimi formulami so (glej: ):
{\displaystyle \gamma _{n}\,=\,-{\frac {\pi }{2(n+1)}}\!\int _{-\infty }^{+\infty }{\frac {\ln ^{n+1}\!{\big (}{\frac {1}{2}}\pm ix{\big )}}{\cosh ^{2}\!\pi x}}\,\mathrm {d} x\,,\qquad \qquad \qquad \qquad \qquad (n=0,1,2,\ldots )\!\,,}
{\displaystyle {\begin{array}{l}\displaystyle \gamma _{1}=-\left[\gamma -{\frac {\ln 2}{2}}\right]\ln 2+\,i\!\int _{0}^{\infty }\!{\frac {\mathrm {d} x}{e^{\pi x}+1}}\left\{{\frac {\ln(1-ix)}{1-ix}}-{\frac {\ln(1+ix)}{1+ix}}\right\}\,\\[6mm]\displaystyle \gamma _{1}=-\gamma ^{2}-\int _{0}^{\infty }\left[{\frac {1}{1-e^{-x}}}-{\frac {1}{x}}\right]e^{-x}\ln x\,\mathrm {d} x\!\,.\end{array}}}
Znano vrsto, ki vsebuje celi del logaritma, je podal Hardy leta 1912:
{\displaystyle \gamma _{1}\,=\,{\frac {\ln 2}{2}}\sum _{k=2}^{\infty }{\frac {(-1)^{k}}{k}}\,\lfloor \operatorname {lb} k\rfloor \cdot {\big (}2\operatorname {lb} k-\lfloor \operatorname {lb} (2k)\rfloor {\big )}\!\,.}
Tu je {\displaystyle \operatorname {lb} \,} dvojiški logaritem.
Israilov je podal delno konvergentno vrsto z Bernoullijevimi števili {\displaystyle B_{2k}\,}:
{\displaystyle \gamma _{m}\,=\,\sum _{k=1}^{n}{\frac {\,\ln ^{m}\!k\,}{k}}-{\frac {\,\ln ^{m+1}\!n\,}{m+1}}-{\frac {\,\ln ^{m}\!n\,}{2n}}-\sum _{k=1}^{N-1}{\frac {\,B_{2k}\,}{(2k)!}}\left[{\frac {\ln ^{m}\!x}{x}}\right]_{x=n}^{(2k-1)}-\theta \cdot {\frac {\,B_{2N}\,}{(2N)!}}\left[{\frac {\ln ^{m}\!x}{x}}\right]_{x=n}^{(2N-1)}\,,\qquad (0<\theta <1)\!\,.}
Oloa in Tauraso sta pokazala, da vrsta s harmoničnimi števili {\displaystyle H_{n}\,} lahko vodi do Stieltjesovih konstant:
{\displaystyle {\begin{array}{l}\displaystyle \sum _{n=1}^{\infty }{\frac {\,H_{n}-(\gamma +\ln n)\,}{n}}\,=\,\,-\gamma _{1}-{\frac {1}{2}}\gamma ^{2}+{\frac {1}{12}}\pi ^{2}\\[6mm]\displaystyle \sum _{n=1}^{\infty }{\frac {\,H_{n}^{2}-(\gamma +\ln n)^{2}\,}{n}}\,=\,\,-\gamma _{2}-2\gamma \gamma _{1}-{\frac {2}{3}}\gamma ^{3}+{\frac {5}{3}}\zeta (3)\!\,.\end{array}}}
Blagouchine je našel počasi konvergentno vrsto, ki vsebuje nepredznačena Stirlingova števila prve vrste {\displaystyle \left[{\cdot  \atop \cdot }\right]\,}:
{\displaystyle \gamma _{m}\,=\,{\frac {1}{2}}\delta _{m,0}+{\frac {\,(-1)^{m}m!\,}{\pi }}\sum _{n=1}^{\infty }{\frac {1}{\,n\cdot n!\,}}\sum _{k=0}^{\lfloor \!{\frac {1}{2}}n\!\rfloor }{\frac {\,(-1)^{k}\cdot \left[{2k+2 \atop m+1}\right]\cdot \left[{n \atop 2k+1}\right]\,}{\,(2\pi )^{2k+1}\,}}\,,\qquad (m=0,1,2,\ldots )\!\,,}
kot tudi delno konvergentno vrsto s samimi racionalnimi členi:
{\displaystyle \gamma _{m}\,=\,{\frac {1}{2}}\delta _{m,0}+(-1)^{m}m!\cdot \!\sum _{k=1}^{N}{\frac {\,\left[{2k \atop m+1}\right]\cdot B_{2k}\,}{(2k)!}}\,+\,\theta \cdot {\frac {\,(-1)^{m}m!\!\cdot \left[{2N+2 \atop m+1}\right]\cdot B_{2N+2}\,}{(2N+2)!}}\,,\qquad (0<\theta <1,m=0,1,2,\ldots )\!\,.}
Več drugih vrst je danih v Coffeyjevemu delu.

## Asimptotična rast
Za Stieltjesove konstante velja meja:
{\displaystyle {\big |}\gamma _{n}{\big |}\,\leq \,{\begin{cases}\displaystyle {\frac {2\,(n-1)!}{\pi ^{n}}}\,;&n=1,3,5,\ldots \\[3mm]\displaystyle {\frac {4\,(n-1)!}{\pi ^{n}}}\,;&n=2,4,6,\ldots \!\,,\end{cases}}}
ki jo je podal Berndt leta 1972. Boljše meje so našli Lavrik, Israilov, Matsuoka, Nan-You, Williams, Knessl, Coffey, Adell, Saad-Eddin, Fekih-Ahmed in Blagouchine. Eno od najboljših ocen z elementarnimi funkcijami je podal Matsuoka leta 1985:
{\displaystyle |\gamma _{n}|<10^{-4}e^{n\ln \ln n}\,,\qquad (n\geq 5)\!\,.}
Dokaj točne ocene z neelementarnimi funkcijami so podali Knessl, Coffey in Fekih-Ahmed. Knessl in Coffey sta na primer dala naslednjo formulo, ki relativno dobro aproksimira Stieltjesove konstante za velike {\displaystyle n\,}. Če je {\displaystyle v\,} enolična rešitev enačbe:
{\displaystyle 2\pi \exp(v\operatorname {tg} \,v)=n{\frac {\cos v}{v}}\!\,,}
z {\displaystyle 0<v<\pi /2\,}, in, če je {\displaystyle u=v\operatorname {tg} \,v\,}, potem velja:
{\displaystyle \gamma _{n}\sim {\frac {B}{\sqrt {n}}}e^{nA}\cos(an+b)\!\,,}
kjer je:
{\displaystyle A={\frac {1}{2}}\ln(u^{2}+v^{2})-{\frac {u}{u^{2}+v^{2}}}\!\,,}
{\displaystyle B={\frac {2{\sqrt {2\pi }}{\sqrt {u^{2}+v^{2}}}}{[(u+1)^{2}+v^{2}]^{1/4}}}\!\,,}
{\displaystyle a=\operatorname {tg} ^{-1}\left({\frac {v}{u}}\right)+{\frac {v}{u^{2}+v^{2}}}\!\,,}
{\displaystyle b=\operatorname {tg} ^{-1}\left({\frac {v}{u}}\right)-{\frac {1}{2}}\left({\frac {v}{u+1}}\right)\!\,.}
Vse do {\displaystyle n=100000\,} Knessl-Coffeyjev približek trenutno predvideva predznak {\displaystyle \gamma _{n}\,} z eno izjemo za {\displaystyle n=137\,}.

## Številske vrednosti
Prve desetiške vrednosti Stieltjesovih konstant podaja razpredelnica:
| {\displaystyle n\,} | desetiške vrednosti {\displaystyle \gamma _{n}\,}           | OEIS    |
| 0                   | +0,5772156649015328606065120900824024310421593359           | A001620 |
| 1                   | −0,0728158454836767248605863758749013191377363383           | A082633 |
| 2                   | −0,0096903631928723184845303860352125293590658061           | A086279 |
| 3                   | +0,0020538344203033458661600465427533842857158044           | A086280 |
| 4                   | +0,0023253700654673000574681701775260680009044694           | A086281 |
| 5                   | +0,0007933238173010627017533348774444448307315394           | A086282 |
| 6                   | −0,0002387693454301996098724218419080042777837151           | A183141 |
| 7                   | −0,0005272895670577510460740975054788582819962534           | A183167 |
| 8                   | −0,0003521233538030395096020521650012087417291805           | A183206 |
| 9                   | −0,0000343947744180880481779146237982273906207895           | A184853 |
| 10                  | +0,0002053328149090647946837222892370653029598537           | A184854 |
| 100                 | −4,2534015717080269623144385197278358247028931053 · 1017    |         |
| 1000                | −1,5709538442047449345494023425120825242380299554 · 10486   |         |
| 10000               | −2,2104970567221060862971082857536501900234397174 · 106883  |         |
| 100000              | +1,9919273063125410956582272431568589205211659777 · 1083432 |         |
Za velike {\displaystyle n\,} absolutne vrednosti Stieltjesovih konstant naraščajo hitro, predznak pa se spreminja v zapletenem vzorcu.
Dodatne informacije o numeričnem določevanju Stieltjesovih konstant se lahko najde v delu avtorjev: Keiper, Kreminski, Plouffe in Johansson. Johansson je podal vrednosti Stieltjesovih konstant do {\displaystyle n=100000\,}, vsaka točna na več kot 10000 števk. Številske vrednosti se lahko dobijo v podatkovni bazi LMFDB.

## Posplošene Stieltjesove konstante

### Splošna informacija
Bolj splošno se lahko definirajo Stieltjesove konstante {\displaystyle \gamma _{n}(a)\,}, ki se pojavljajo v Laurentovi vrsti za Hurwitzevo funkcijo ζ:
{\displaystyle \zeta (s,a)={\frac {1}{s-1}}+\sum _{n=0}^{\infty }{\frac {(-1)^{n}}{n!}}\gamma _{n}(a)\;(s-1)^{n}\!\,.}
Tu je {\displaystyle a\,} kompleksno število z {\displaystyle \Re (a)>0\,}. Ker je Hurwitzeva funkcija ζ posplošitev Riemannove funkcije ζ, velja {\displaystyle \gamma _{n}(1)=\gamma _{n}\,}. Ničta konstanta je preprosto funkcija digama {\displaystyle \gamma _{0}(a)=-\digamma (a)\,}. Za druge konstante ni znana razčlenitev na elementarne ali klasične funkcije iz analize. Ne glede na to obstaja več izrazov zanje. Na primer naslednji asimptotični izraz:
{\displaystyle \gamma _{n}(a)\,=\,\lim _{m\to \infty }\left\{\sum _{k=0}^{m}{\frac {\ln ^{n}(k+a)}{k+a}}-{\frac {\ln ^{n+1}(m+a)}{n+1}}\right\}\,,\qquad \;{\begin{array}{l}n=0,1,2,\ldots \,\\[1mm]a\neq 0,-1,-2,\ldots \!\,,\end{array}}}
ki sta jo podala Berndt in Wilton. Analogon Jensen-Franelove formule za posplošeno Stieltjesovo konstanto je Hermitova formula:
{\displaystyle \gamma _{n}(a)\,=\,\left[{\frac {1}{2a}}-{\frac {\ln {a}}{n+1}}\right]\ln ^{n}\!{a}-i\!\int _{0}^{\infty }\!{\frac {\mathrm {d} x}{e^{2\pi x}-1}}\left\{{\frac {\ln ^{n}(a-ix)}{a-ix}}-{\frac {\ln ^{n}(a+ix)}{a+ix}}\right\}\,,\qquad \;{\begin{array}{l}n=0,1,2,\ldots \,\\[1mm]a\neq 0,-1,-2,\ldots \end{array}}}
Za posplošene Stieltjesove konstante velja naslednja rekurenčna zveza:
{\displaystyle \gamma _{n}(a+1)\,=\,\gamma _{n}(a)-{\frac {\,\ln ^{n}\!a\,}{a}}\,,\qquad \;{\begin{array}{l}n=0,1,2,\ldots \,\\[1mm]a\neq 0,-1,-2,\ldots \!\,,\end{array}}}
kakor tudi multiplikacijski izrek:
{\displaystyle \sum _{l=0}^{n-1}\gamma _{p}\!\left(\!a+{\frac {l}{\,n\,}}\right)=\,(-1)^{p}n\!\left[{\frac {\ln n}{\,p+1\,}}-\digamma (an)\right]\!\ln ^{p}\!n\,+\,n\sum _{r=0}^{p-1}(-1)^{r}{\binom {p}{r}}\gamma _{p-r}(an)\cdot \ln ^{r}\!{n}\,,\qquad (n=2,3,4,\ldots )\!\,,}
kjer {\displaystyle {\binom {p}{r}}} označuje binomski koeficient.:101–102

### Prva posplošena Stieltjesova konstanta
Prva posplošena Stieltjesova konstanta ima več pomembnih značilnosti. 
- Malmstenova enakost (refleksijska formula za prve posplošene Stieltjesove konstante): refleksijska formula za prvo posplošeno Stieltjesovo konstanto ima obliko:

{\displaystyle \gamma _{1}{\biggl (}{\frac {m}{n}}{\biggr )}-\gamma _{1}{\biggl (}1-{\frac {m}{n}}{\biggr )}=2\pi \sum _{l=1}^{n-1}\sin {\frac {2\pi ml}{n}}\cdot \ln \Gamma {\biggl (}{\frac {l}{n}}{\biggr )}-\pi (\gamma +\ln 2\pi n)\cot {\frac {m\pi }{n}}\!\,,}
kjer sta {\displaystyle m\,} in {\displaystyle n\,} takšni pozitivni celi števii, da velja {\displaystyle m<n\,}, {\displaystyle \Gamma \,} pa je funkcija Γ. Formulo so dolgo časa pripisovali Almkvistu in Meurmanu, ki sta jo izpeljala v 1990-ih. Vendar je nedavno Blagouchine odkril, da je to enakost, sicer v malo drugačni obliki, našel Malmsten leta 1846.
- Izrek o racionalnih argumentih: prva posplošena Stieltjesova konstanta z racionalnim argumentom se lahko izračuna iz delno sklenjene oblike s formulo:[7][22]

{\displaystyle {\begin{array}{ll}\displaystyle \gamma _{1}{\biggl (}{\frac {r}{m}}{\biggr )}=&\displaystyle \gamma _{1}+\gamma ^{2}+\gamma \ln 2\pi m+\ln 2\pi \cdot \ln {m}+{\frac {1}{2}}\ln ^{2}\!{m}+(\gamma +\ln 2\pi m)\cdot \digamma \!\left(\!{\frac {r}{m}}\!\right)\\[5mm]\displaystyle &\displaystyle \qquad +\pi \sum _{l=1}^{m-1}\sin {\frac {2\pi rl}{m}}\cdot \ln \Gamma {\biggl (}{\frac {l}{m}}{\biggr )}+\sum _{l=1}^{m-1}\cos {\frac {2\pi rl}{m}}\cdot \zeta ''\!\left(\!0,\,{\frac {l}{m}}\!\right)\end{array}}\,,\qquad \quad (r=1,2,3,\ldots ,m-1)\!\,.}
Alternativni dokaz je kasneje predložil Coffey.
- Končne vsote: za prve posplošene Stieltjesove konstante obstaje veliko sumacijskih formul. Na primer:[c]

{\displaystyle {\begin{array}{ll}\displaystyle \sum _{r=0}^{m-1}\gamma _{1}\!\left(\!a+{\frac {r}{\,m\,}}\right)=\,m\ln {m}\cdot \digamma (am)-{\frac {m}{2}}\ln ^{2}\!m+m\gamma _{1}(am)\,,\qquad (a\in \mathbb {C} )\\[6mm]\displaystyle \sum _{r=1}^{m-1}\gamma _{1}\!\left(\!{\frac {r}{\,m\,}}\right)=\,(m-1)\gamma _{1}-m\gamma \ln {m}-{\frac {m}{2}}\ln ^{2}\!m\\[6mm]\displaystyle \sum _{r=1}^{2m-1}(-1)^{r}\gamma _{1}{\biggl (}\!{\frac {r}{2m}}\!{\biggr )}\,=\,-\gamma _{1}+m(2\gamma +\ln 2+2\ln m)\ln 2\\[6mm]\displaystyle \sum _{r=0}^{2m-1}(-1)^{r}\gamma _{1}{\biggl (}\!{\frac {2r+1}{4m}}\!{\biggr )}\,=\,m\left\{4\pi \ln \Gamma {\biggl (}{\frac {1}{4}}{\biggr )}-\pi {\big (}4\ln 2+3\ln \pi +\ln m+\gamma {\big )}\!\right\}\\[6mm]\displaystyle \sum _{r=1}^{m-1}\gamma _{1}{\biggl (}\!{\frac {r}{m}}\!{\biggr )}\!\cdot \cos {\dfrac {2\pi rk}{m}}\,=\,-\gamma _{1}+m(\gamma +\ln 2\pi m)\ln \!\left(\!2\sin {\frac {\,k\pi \,}{m}}\!\right)+{\frac {m}{2}}\left\{\zeta ''\!\left(\!0,\,{\frac {k}{m}}\!\right)+\,\zeta ''\!\left(\!0,\,1-{\frac {k}{m}}\!\right)\!\right\}\,,\qquad (k=1,2,\ldots ,m-1)\\[6mm]\displaystyle \sum _{r=1}^{m-1}\gamma _{1}{\biggl (}\!{\frac {r}{m}}\!{\biggr )}\!\cdot \sin {\dfrac {2\pi rk}{m}}\,=\,{\frac {\pi }{2}}(\gamma +\ln 2\pi m)(2k-m)-{\frac {\pi m}{2}}\left\{\ln \pi -\ln \sin {\frac {k\pi }{m}}\right\}+m\pi \ln \Gamma {\biggl (}{\frac {k}{m}}{\biggr )}\,,\qquad (k=1,2,\ldots ,m-1)\\[6mm]\displaystyle \sum _{r=1}^{m-1}\gamma _{1}{\biggl (}\!{\frac {r}{m}}\!{\biggr )}\cdot \cot {\frac {\pi r}{m}}=\,\displaystyle {\frac {\pi }{6}}{\Big \{}\!(1-m)(m-2)\gamma +2(m^{2}-1)\ln 2\pi -(m^{2}+2)\ln {m}{\Big \}}-2\pi \!\sum _{l=1}^{m-1}l\!\cdot \!\ln \Gamma \!\left(\!{\frac {l}{m}}\!\right)\\[6mm]\displaystyle \sum _{r=1}^{m-1}{\frac {r}{m}}\cdot \gamma _{1}{\biggl (}\!{\frac {r}{m}}\!{\biggr )}=\,{\frac {1}{2}}\left\{\!(m-1)\gamma _{1}-m\gamma \ln {m}-{\frac {m}{2}}\ln ^{2}\!{m}\!\right\}-{\frac {\pi }{2m}}(\gamma +\ln 2\pi m)\!\sum _{l=1}^{m-1}l\!\cdot \!\cot {\frac {\pi l}{m}}-{\frac {\pi }{2}}\!\sum _{l=1}^{m-1}\cot {\frac {\pi l}{m}}\cdot \ln \Gamma {\biggl (}\!{\frac {l}{m}}\!{\biggr )}\!\,.\end{array}}}
- Nekatere posebne vrednosti: nekatere posebne vrednosti prve Stieltjesove konstante z racionalnimi argumenti se lahko zreducirajo na funkcijo Γ, prvo Stieltjesovo konstanto {\displaystyle \gamma _{1}\,} in elementarne funkcije. Na primer:

{\displaystyle \gamma _{1}\!\left(\!{\frac {1}{\,2\,}}\!\right)=-2\gamma \ln 2-\ln ^{2}\!2+\gamma _{1}\,=\,-1,353459680804\ldots \!\,,} (OEIS A254327),
Vrednosti prvih posplošenih Stieltjesovih konstant v točkah 1/4, 3/4 in 1/3 sta prva neodvisno izračunala Connon in Blagouchine:
{\displaystyle \displaystyle \gamma _{1}\!\left(\!{\frac {1}{\,4\,}}\!\right)=\,2\pi \ln \Gamma \!\left(\!{\frac {1}{\,4\,}}\!\right)-{\frac {3\pi }{2}}\ln \pi -{\frac {7}{2}}\ln ^{2}\!2-(3\gamma +2\pi )\ln 2-{\frac {\gamma \pi }{2}}+\gamma _{1}\,=\,-5,518076350199\ldots \!\,,} (OEIS A254347),
{\displaystyle \displaystyle \gamma _{1}\!\left(\!{\frac {3}{\,4\,}}\!\right)=\,-2\pi \ln \Gamma \!\left(\!{\frac {1}{\,4\,}}\!\right)+{\frac {3\pi }{2}}\ln \pi -{\frac {7}{2}}\ln ^{2}\!2-(3\gamma -2\pi )\ln 2+{\frac {\gamma \pi }{2}}+\gamma _{1}\,=\,-0,391298902404\ldots \!\,,} (OEIS A254348),
{\displaystyle \displaystyle \gamma _{1}\!\left(\!{\frac {1}{\,3\,}}\!\right)=\,-{\frac {3\gamma }{2}}\ln 3-{\frac {3}{4}}\ln ^{2}\!3+{\frac {\pi }{4{\sqrt {3\,}}}}\left\{\ln 3-8\ln 2\pi -2\gamma +12\ln \Gamma \!\left(\!{\frac {1}{\,3\,}}\!\right)\!\right\}+\,\gamma _{1}\,=\,-3,259557515917\ldots \!\,,} (OEIS A254331).
Vrednosti v točkah 2/3, 1/6 in 5/6 je izračunal Blagouchine:
{\displaystyle \displaystyle \gamma _{1}\!\left(\!{\frac {2}{\,3\,}}\!\right)=\,-{\frac {3\gamma }{2}}\ln 3-{\frac {3}{4}}\ln ^{2}\!3-{\frac {\pi }{4{\sqrt {3\,}}}}\left\{\ln 3-8\ln 2\pi -2\gamma +12\ln \Gamma \!\left(\!{\frac {1}{\,3\,}}\!\right)\!\right\}+\,\gamma _{1}\,=\,-0,5989062842859\ldots \!\,,} (OEIS A254345),
{\displaystyle {\begin{aligned}\displaystyle \gamma _{1}\!\left(\!{\frac {1}{\,6\,}}\!\right)=&-{\frac {3\gamma }{2}}\ln 3-{\frac {3}{4}}\ln ^{2}\!3-\ln ^{2}\!2-(3\ln 3+2\gamma )\ln 2+{\frac {3\pi {\sqrt {3\,}}}{2}}\ln \Gamma \!\left(\!{\frac {1}{\,6\,}}\!\right)\\\displaystyle &-{\frac {\pi }{2{\sqrt {3\,}}}}\left\{3\ln 3+11\ln 2+{\frac {15}{2}}\ln \pi +3\gamma \right\}+\,\gamma _{1}\,=\,-10,742582529547\ldots \!\,,\end{aligned}}} (OEIS A254349),
{\displaystyle {\begin{aligned}\displaystyle \gamma _{1}\!\left(\!{\frac {5}{\,6\,}}\!\right)=&-{\frac {3\gamma }{2}}\ln 3-{\frac {3}{4}}\ln ^{2}\!3-\ln ^{2}\!2-(3\ln 3+2\gamma )\ln 2-{\frac {3\pi {\sqrt {3\,}}}{2}}\ln \Gamma \!\left(\!{\frac {1}{\,6\,}}\!\right)\\\displaystyle &+{\frac {\pi }{2{\sqrt {3\,}}}}\left\{3\ln 3+11\ln 2+{\frac {15}{2}}\ln \pi +3\gamma \right\}+\,\gamma _{1}\,=\,-0,246169003811\ldots \!\,,\end{aligned}}} (OEIS A254350),
Podal je tudi vrednosti v točkah 1/5, 1/8 in 1/12:
{\displaystyle {\begin{aligned}\displaystyle \gamma _{1}{\biggl (}\!{\frac {1}{5}}\!{\biggr )}=&\displaystyle \,\,\,\gamma _{1}+{\frac {\sqrt {5}}{2}}\!\left\{\zeta ''\!\left(\!0,\,{\frac {1}{5}}\!\right)+\zeta ''\!\left(\!0,\,{\frac {4}{5}}\!\right)\!\right\}+{\frac {\pi {\sqrt {10+2{\sqrt {5}}}}}{2}}\ln \Gamma {\biggl (}\!{\frac {1}{5}}\!{\biggr )}\\[5mm]&\displaystyle +{\frac {\pi {\sqrt {10-2{\sqrt {5}}}}}{2}}\ln \Gamma {\biggl (}\!{\frac {2}{5}}\!{\biggr )}+\left\{\!{\frac {\sqrt {5}}{2}}\ln {2}-{\frac {\sqrt {5}}{2}}\ln \!{\big (}1+{\sqrt {5}}{\big )}-{\frac {5}{4}}\ln 5-{\frac {\pi {\sqrt {25+10{\sqrt {5}}}}}{10}}\right\}\!\cdot \gamma \\[5mm]&\displaystyle -{\frac {\sqrt {5}}{2}}\left\{\ln 2+\ln 5+\ln \pi +{\frac {\pi {\sqrt {25-10{\sqrt {5}}}}}{10}}\right\}\!\cdot \ln \!{\big (}1+{\sqrt {5}})+{\frac {\sqrt {5}}{2}}\ln ^{2}\!2+{\frac {{\sqrt {5}}{\big (}1-{\sqrt {5}}{\big )}}{8}}\ln ^{2}\!5\\[5mm]&\displaystyle +{\frac {3{\sqrt {5}}}{4}}\ln 2\cdot \ln 5+{\frac {\sqrt {5}}{2}}\ln 2\cdot \ln \pi +{\frac {\sqrt {5}}{4}}\ln 5\cdot \ln \pi -{\frac {\pi {\big (}2{\sqrt {25+10{\sqrt {5}}}}+5{\sqrt {25+2{\sqrt {5}}}}{\big )}}{20}}\ln 2\\[5mm]&\displaystyle -{\frac {\pi {\big (}4{\sqrt {25+10{\sqrt {5}}}}-5{\sqrt {5+2{\sqrt {5}}}}{\big )}}{40}}\ln 5-{\frac {\pi {\big (}5{\sqrt {5+2{\sqrt {5}}}}+{\sqrt {25+10{\sqrt {5}}}}{\big )}}{10}}\ln \pi \\[5mm]&\displaystyle =-8,030205511035\ldots \!\,,\end{aligned}}} (OEIS A251866),
{\displaystyle {\begin{aligned}\displaystyle \gamma _{1}{\biggl (}\!{\frac {1}{8}}\!{\biggr )}=&\displaystyle \,\,\,\gamma _{1}+{\sqrt {2}}\left\{\zeta ''\!\left(\!0,\,{\frac {1}{8}}\!\right)+\zeta ''\!\left(\!0,\,{\frac {7}{8}}\right)\!\right\}+2\pi {\sqrt {2}}\ln \Gamma {\biggl (}\!{\frac {1}{8}}\!{\biggr )}-\pi {\sqrt {2}}{\big (}1-{\sqrt {2}}{\big )}\ln \Gamma {\biggl (}\!{\frac {1}{4}}\!{\biggr )}\\[5mm]&\displaystyle -\left\{\!{\frac {1+{\sqrt {2}}}{2}}\pi +4\ln {2}+{\sqrt {2}}\ln \!{\big (}1+{\sqrt {2}}{\big )}\!\right\}\!\cdot \gamma -{\frac {1}{\sqrt {2}}}{\big (}\pi +8\ln 2+2\ln \pi {\big )}\!\cdot \ln \!{\big (}1+{\sqrt {2}})\\[5mm]&\displaystyle -{\frac {7{\big (}4-{\sqrt {2}}{\big )}}{4}}\ln ^{2}\!2+{\frac {1}{\sqrt {2}}}\ln 2\cdot \ln \pi -{\frac {\pi {\big (}10+11{\sqrt {2}}{\big )}}{4}}\ln 2-{\frac {\pi {\big (}3+2{\sqrt {2}}{\big )}}{2}}\ln \pi \\[5mm]&\displaystyle =-16,641719763609\ldots \end{aligned}}} (OEIS A255188),
{\displaystyle {\begin{aligned}\displaystyle \gamma _{1}{\biggl (}\!{\frac {1}{12}}\!{\biggr )}=&\displaystyle \,\,\,\gamma _{1}+{\sqrt {3}}\left\{\zeta ''\!\left(\!0,\,{\frac {1}{12}}\!\right)+\zeta ''\!\left(\!0,\,{\frac {11}{12}}\right)\!\right\}+4\pi \ln \Gamma {\biggl (}\!{\frac {1}{4}}\!{\biggr )}+3\pi {\sqrt {3}}\ln \Gamma {\biggl (}\!{\frac {1}{3}}\!{\biggr )}\\[5mm]&\displaystyle -\left\{\!{\frac {2+{\sqrt {3}}}{2}}\pi +{\frac {3}{2}}\ln 3-{\sqrt {3}}(1-{\sqrt {3}})\ln {2}+2{\sqrt {3}}\ln \!{\big (}1+{\sqrt {3}}{\big )}\!\right\}\!\cdot \gamma \\[5mm]&\displaystyle -2{\sqrt {3}}{\big (}3\ln 2+\ln 3+\ln \pi {\big )}\!\cdot \ln \!{\big (}1+{\sqrt {3}})-{\frac {7-6{\sqrt {3}}}{2}}\ln ^{2}\!2-{\frac {3}{4}}\ln ^{2}\!3\\[5mm]&\displaystyle +{\frac {3{\sqrt {3}}(1-{\sqrt {3}})}{2}}\ln 3\cdot \ln 2+{\sqrt {3}}\ln 2\cdot \ln \pi -{\frac {\pi {\big (}17+8{\sqrt {3}}{\big )}}{2{\sqrt {3}}}}\ln 2\\[5mm]&\displaystyle +{\frac {\pi {\big (}1-{\sqrt {3}}{\big )}{\sqrt {3}}}{4}}\ln 3-\pi {\sqrt {3}}(2+{\sqrt {3}})\ln \pi =-29,842878232041\ldots \!\,,\end{aligned}}} (OEIS A255189),
kakor tudi nekatere druge vrednosti.

### Druga posplošena Stieltjesova konstanta
Drugo posplošeno Stieltjesovo konstanto so manj raziskovali od prve. Blagouchine je pokazal, da se lahko podobno kot prva posplošena Stieltjesova konstanta druga posplošena Stieltjesova konstanta z racionalnim argumentom izračuna s pomočjo formule:
{\displaystyle {\begin{array}{rl}\displaystyle \gamma _{2}{\biggl (}{\frac {r}{m}}{\biggr )}=\,\gamma _{2}+{\frac {2}{3}}\!\sum _{l=1}^{m-1}\cos {\frac {2\pi rl}{m}}\cdot \zeta '''\!\left(\!0,\,{\frac {l}{m}}\!\right)-2(\gamma +\ln 2\pi m)\!\sum _{l=1}^{m-1}\cos {\frac {2\pi rl}{m}}\cdot \zeta ''\!\left(\!0,\,{\frac {l}{m}}\!\right)\\[6mm]\displaystyle \quad +\pi \!\sum _{l=1}^{m-1}\sin {\frac {2\pi rl}{m}}\cdot \zeta ''\!\left(\!0,\,{\frac {l}{m}}\!\right)-2\pi (\gamma +\ln 2\pi m)\!\sum _{l=1}^{m-1}\sin {\frac {2\pi rl}{m}}\cdot \ln \Gamma {\biggl (}{\frac {l}{m}}{\biggr )}-2\gamma _{1}\ln {m}\\[6mm]\displaystyle \quad -\gamma ^{3}-\left[(\gamma +\ln 2\pi m)^{2}-{\frac {\pi ^{2}}{12}}\right]\!\cdot \!\digamma \!{\biggl (}{\frac {r}{m}}{\biggr )}+{\frac {\pi ^{3}}{12}}\cot {\frac {\pi r}{m}}-\gamma ^{2}\ln {\big (}4\pi ^{2}m^{3}{\big )}+{\frac {\pi ^{2}}{12}}(\gamma +\ln {m})\\[6mm]\displaystyle \quad -\gamma {\big (}\ln ^{2}\!{2\pi }+4\ln {m}\cdot \ln {2\pi }+2\ln ^{2}\!{m}{\big )}-\left\{\!\ln ^{2}\!{2\pi }+2\ln {2\pi }\cdot \ln {m}+{\frac {2}{3}}\ln ^{2}\!{m}\!\right\}\!\ln {m}\end{array}}\,,\qquad \quad (r=1,2,3,\ldots ,m-1)\!\,.}
Podobni rezultat je kasneje dobil Coffey z drugo metodo.